# WebUSB
WebUSB to specyfikacja interfejsu programowania aplikacji (API) JavaScript umożliwiająca bezpieczny dostęp do urządzeń USB z poziomu aplikacji internetowych. 
WebUSB został opublikowany przez Web Platform Incubator Community Group. Od lipca 2021 r. ma on status roboczy i jest wspierany przez przeglądarki oparte na Chromium.

## Wsparcie
WebUSB działa tylko w obsługiwanych przeglądarkach, na przykład Google Chrome. Ze względu na kwestie prywatności i bezpieczeństwa będzie on działać jedynie w bezpiecznym środowisku, tj. przez protokół HTTPS, i może być wywołany jedynie przez działania użytkownika. Na przykład w celu nawiązania połączenia navigator.usb.requestDevice() można wywołać tylko za pomocą interakcji użytkownika, takiego jak dotknięcie lub kliknięcie myszą. Podobną ochronę przed WebUSB można zapewnić, stosując "zasady dotyczące funkcji". Na przykład Feature-Policy: fullscreen "*"; usb "none"; payment "self" https://payment.example.com uniemożliwiłoby uruchomienie WebUSB.